# Дупяшки екомузей
Дупяшият екомузей (на гръцки: Οικομουσείο Δισπηλιού) е музей в костурското село Дупяк (Диспилио), Гърция. Състои се от археологическа възстановка на Дупяшкото неолитно селище и изложбена сграда с археологически находки от неолитното селище. Отваря врати в 2000 година.
- Археологическа възстановка на Дупяшкото неолитно селище
- Керамика и идол
- Лодка еднодръвка
- Покрито огнище
- Идол
- Близък изглед
- Възстановка на обитатели на селището